# Scapheremaeus tillandsiophilus
Scapheremaeus tillandsiophilus är en kvalsterart som beskrevs av Segundo Ríos och Palacios-Vargas 1998. Scapheremaeus tillandsiophilus ingår i släktet Scapheremaeus och familjen Cymbaeremaeidae. Inga underarter finns listade i Catalogue of Life.